# Leonid Bâkov
Leonid Bâkov (în rusă Леонид Фёдорович Быков, transliterat: Leonid Fiodorovici Bâkov, în ucraineană Леонід Федорович Биков, transliterat: Leonid Fedorovici Bikov; n. 12 decembrie 1928, Cherkaske⁠(d), Sloviansk Raion⁠(d), RSS Ucraineană, URSS – d. 11 aprilie 1979, Raionul Vîșhorod, RSS Ucraineană, URSS) a fost un actor sovietic și ucrainean, regizor de film, scenarist, artist emerit al RSS Ucrainene.

## Biografie
În 1929 s-a mutat cu familia la Kramatorsk, unde a studiat la un liceu local. În timpul celui de-al Doilea Război Mondial, familia sa a fost evacuată la Barnaul, în Siberia. A absolvit Școala de Teatru Șevchenko din Harkov în 1951 unde a și fost angajat până în 1960. Din 1960 a lucrat nu numai ca actor, ci și ca regizor de film la studioul Lenfilm. Începând din 1969 a lucrat din nou la Kiev. 
A decedat într-un accident de mașină pe șoseaua Minsk - Kiev în anul 1979 în urma unei coliziuni cu un cilindru compresor.
A fost remarcat mai ales astăzi (1971) ca personificare a tineretului. Stilul său de joc natural, cu sufletul deschis, a fost mereu condimentat cu un umor vesel. 

## Filmografie selectivă

### Actor
- 1953 Soarta Marinei (Судьба Марины) - Șahko
- 1954 Îmblânzitoarea de tigri (Укротительница тигров) - Petya Mokin
- 1955 Rudele altuia (Чужая родня) - Lev Zakharovich, profesor
- 1955 Maxim Perepelița (Максим Перепелица) - Private / Junior Sergent Maxim Kondratievich Perepelitsa
- 1957 Alături de noi (Рядом с нами) - Nikolai Zhukov, inginer
- 1958 Voluntari (Добровольцы) - Alioșa Akișin
- 1958 Ссора в Лукашах (Ссора в Лукашах) - Victor Terentievich Ace
- 1958 Omul meu drag (Дорогой мой человек) - Pașa Bogatîriov
- 1959 Майские звёзды (Майские звёзды) - tanchistul sovietic Alioșa
- 1960 Alyoshkin love (Алёшкина любовь) - Alioșka
- 1960 Ferește-te, bunico! (Осторожно, бабушка!) - Leșa Ștîkov
- 1961  Как веревочка не вьётся (Как веревочка не вьётся) - bunicul cu vaca
- 1962 Casa de la răscruce (На семи ветрах), regia Stanislav Rostoțki - Garkușa
- 1962 Orizont (Горизонт) - brigadierul sovhozului
- 1962 Când construiești poduri (Когда разводят мосты) - Richard
- 1963  Большой фитиль ( Большой фитиль) - dirijorul orchestrei simfonice
- 1963 Ulița Newton 1 (Улица Ньютона, дом 1) - rol episodic
- 1964 Iepurașul (Зайчик) - Leo Bunny, machior
- 1966 În orașul „S” (В городе С.) - Carter
- 1968 Cercetașii (Разведчики) - Sașko Makarenko
- 1970 Fericirea Anei (Счастье Анны) - comandant al detașamentului de alimente
- 1971 Unde sunteți, cavaleri? (Где вы, рыцари?) - savantul Igor Vladimirovici Kresovsky, și regie
- 1973 La luptă merg doar „bătrânii” (В бой идут одни 'старики'), și actor, regie, scenarist
- 1977 Аты-баты, шли солдаты… (Аты-баты, шли солдаты…) - Caporalul Viktor Svyatkin, și regie

### Regizor
- 1961  Как веревочка не вьётся
- 1964 Iepurașul
- 1971 Unde sunteți, cavaleri?
- 1973 La luptă merg doar „bătrânii”
- 1977 Аты-баты, шли солдаты...